# William Joseph Hynes

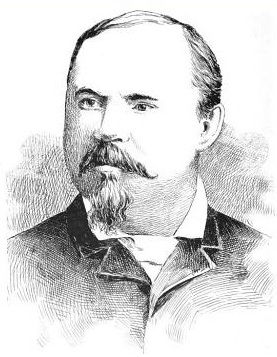
William Joseph Hynes

William Joseph Hynes (* 31. März 1843 im County Clare, Irland; † 2. April 1915 in Los Angeles, Kalifornien) war ein US-amerikanischer Politiker. Zwischen 1873 und 1875 vertrat er den vierten Wahlbezirk des Bundesstaates Arkansas im US-Repräsentantenhaus.

## Werdegang
Im Jahr 1854 kam William Hynes in die Vereinigten Staaten, wo seine Familie sich zunächst im Staat New York niederließ. Nach einem Umzug besuchte er die öffentlichen Schulen in Massachusetts und durchlief eine Lehre im Druckereigewerbe. Nach einem Jurastudium und seiner im Jahr 1870 erfolgten Zulassung als Rechtsanwalt begann er in Little Rock (Arkansas) in seinem neuen Beruf zu arbeiten.
Politisch schloss er sich den Liberalrepublikanern, einer Abspaltung der Republikanischen Partei, an. Bei den Kongresswahlen des Jahres 1872 wurde er als deren Kandidat für den neugeschaffenen vierten Wahlbezirk des Staates Arkansas in das US-Repräsentantenhaus in Washington, D.C. gewählt. Da er bei den folgenden Wahlen nicht bestätigt wurde, konnte er zwischen dem 4. März 1873 und dem 3. März 1875 nur eine Legislaturperiode im Kongress verbringen. Nach dem Ende seiner Zeit im Kongress arbeitete Hynes bis 1910 wieder als Anwalt. Dann zog er nach Los Angeles, wo er seinen Lebensabend verbrachte und im April 1915 auch verstarb.